# Tosafisti
Tosafisti erano rabbini medievali della Francia e Germania appartenenti alla scuola di studi Talmudici conosciuta come quella dei Rishonim (esistevano Rishonim anche in Spagna), che scrissero glosse critiche ed esplicative (questioni, note, interpretazioni, decisioni e fonti) sul Talmud. Queste vennero chiamate collettivamente Tosafot ("aggiunte"), poiché erano aggiunte al commentario di Rashi. 

## Storia
I Tosafisti vissero dal XII secolo alla metà del XV secolo e le Tosafot sono una compilazione delle domande, risposte e opinioni di questi rabbini. Le Tosafot sono molto importanti per l'applicazione pratica della legge ebraica, dato che la legge differisce a seconda di come il Talmud viene compreso e interpretato.
Ogni nuova generazione di Tosafisti aggiungeva glosse e altri scritti a quelle compilazioni già in esistenza e preparate dalla precedente generazione—esistono quindi molte versioni differenti delle Tosafos. Inoltre ogni compilazione delle Tosafos non conteneva tutto ciò che veniva detto in materia dai Tosafisti, quindi le compilazioni differiscono in quello che dicono. Per questa ragione alcune cose dette dai Tosafisti vengono trovate solo in oscure versioni delle Tosafos.
La versione finale di questi commenti fu pubblicata sul lato esterno dell'edizione Soncino del Talmud, stampata a Soncino (Italia, XVI secolo) ed è la prima edizione a stampa della versione completa del Talmud. L'editore di quella pubblicazione è stato un nipote di Rabbi Moshe di Spira (Shapiro), che era dell'ultima generazione di Tosafisti e che avviò un progetto di scrivere una compilazione finale delle Tosafos. Prima di pubblicare il suo Talmud, viaggiò per tutta la Francia, visitando le scuole dove i Tosafisti avevano imparato e raccolto tutti i diversi manoscritti di quella particolare versione delle Tosafos e le stampò nel suo Talmud. Da allora ogni pubblicazione del Talmud fu stampata con le Tosafos sul lato esterno della pagina (il lato interno aveva il commentario di Rashi) e sono parte integrante dello studio del Talmud.
Durante il periodo dei Tosafisti, la chiesa approvò una legge che proibiva il possesso del Talmud sotto pena di morte, e 14 vagoni carichi di rotoli del Talmud furono raccolti in tutta la Francia e bruciati al centro di Parigi. L'intenzione della chiesa era che lo studio del Talmud fosse dimenticato e, una volta dimenticato, sarebbe rimasto dimenticato per tutte le generazioni a venire, in quanto non ci sarebbe stato nessuno ad insegnarlo. Di conseguenza, i Tosafisti misero a punto un sistema per cui avrebbero potuto studiare il Talmud senza l'esistenza di un testo, nonostante la vastità del Talmud. Nominarono studiosi, ognuno dei quali doveva essere esperto in uno dei volumi del Talmud, conoscerlo a memoria e molto bene, e quindi grazie a questi studiosi, ebbero competenza e conoscenza di tutto il Talmud. E il Talmud continuò ad esistere, ed è tuttora uno dei principali testi sacri dell'ebraismo.
1. Zugot
2. Tannaim
3. Amoraim
4. Savoraim
5. Gaonim
6. Rishonim
7. Acharonim